# Сендега (железнодорожная станция)
Сендега — железнодорожная станция в Костромском районе Костромской области. Входит в состав Никольского сельского поселения.

## География
Находится в юго-западной части Костромской области на расстоянии приблизительно 6 км на северо-восток по прямой от станции Кострома-Новая на железнодорожной линии Кострома-Галич.

## История
Станция (относится к Северной железной дороге) получила название от близлежащей реки.

## Население
Постоянное население составляло 74 человек в 2002 году (русские 99 %), 74 в 2022.